# Испанский костюм

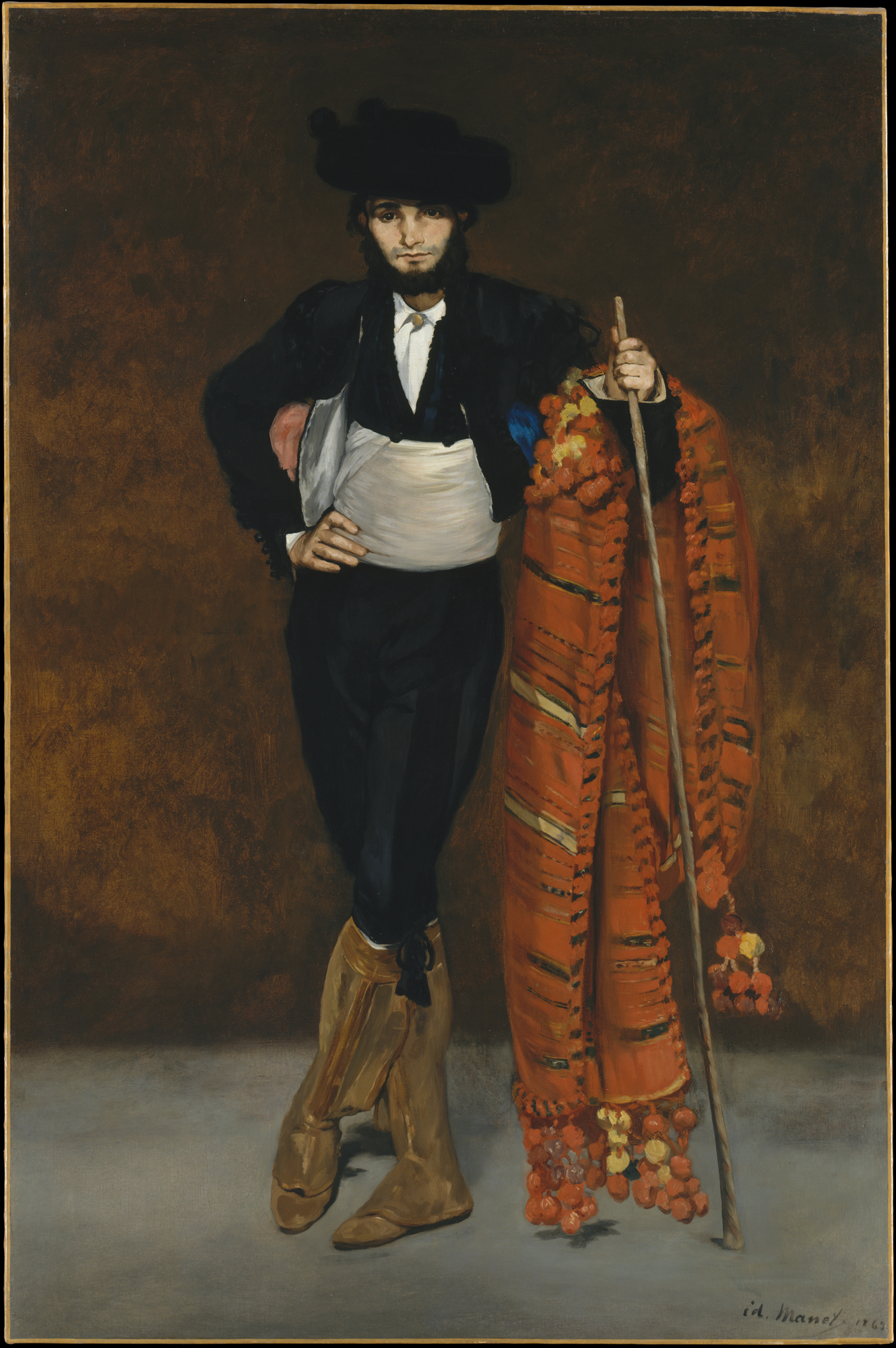
Эдуар Мане, «Юноша в костюме махо»

Термин «испанский костюм», мода Испании охватывает период самобытного существования моды Испании в XV—XIX веках. В более узком смысле испанская мода — стиль жестких каркасных костюмов, принятый при дворе испанских Габсбургов в XVI—XVII веках и оказавший чрезвычайное влияние на моду других европейских королевских дворов.

## Народный костюм

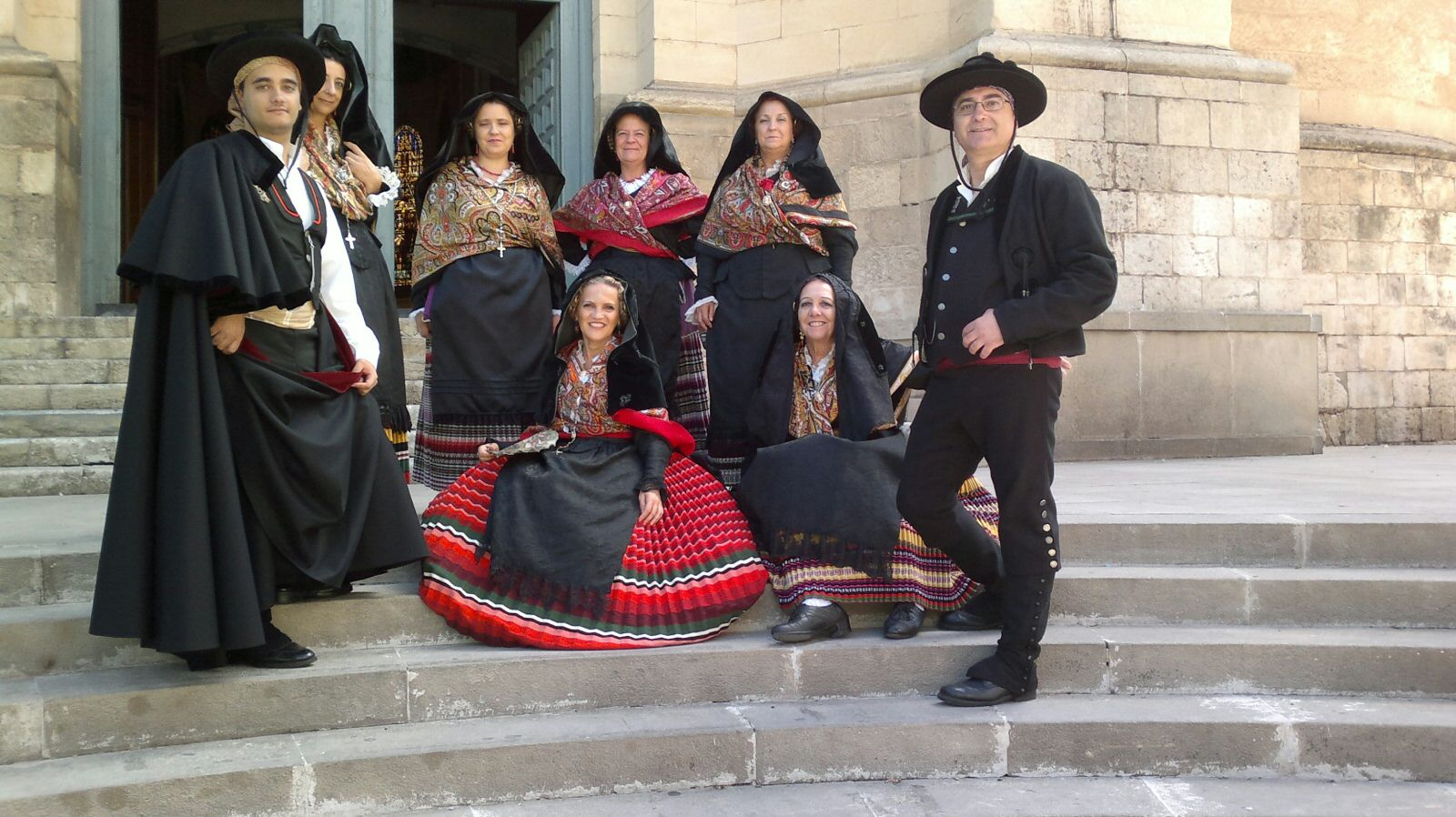
Участники народного ансамбля в костюмах Ла-Манчи (Кастилия)

Испанский народный костюм в том виде, которым он стал фактом изобразительной культуры и этнографического описания, а также присутствует в музейных экспозициях, сложился в XVIII—XIX веках. В его основу легла крестьянская одежда Кастилии и Леона — исторического центра испанского государства. Его формированию частично способствовала культура махо — социального слоя испанских щёголей из простонародья, подчеркивавших своё происхождение. Традиционный костюм сохранялся и на селе, и в некоторых городах, вплоть до конца XIX века. Однако и в середине XX века общераспространившаяся к тому моменту городская одежда могла сочетаться с элементами народного костюма. В частности, продолжали использовать традиционные мужские головные уборы, старики во многих деревнях донашивали короткие штаны с нитяными чулками и чёрные кушаки, а основная гамма женской одежды из народа оставалась чёрной. В отдалённых поселениях (например, в Эстремадуре и области Саламанка (Леон), восточной и горной Андалусии, горных долинах Ансо и Эчо (Арагон), у пасьегос (Кантабрия) и марагатос (Леон) — субэтнических групп испанского народа, а также на Канарских островах) народный костюм продолжали носить даже в быту. В наше время испанский народный костюм — непременный атрибут участников ансамблей народной музыки, а во многих местах — и праздничная одежда.
Народная культура Испании, и, в частности испанский народный костюм, отличаются очень высокой степенью дифференцированности, и поэтому основные элементы народного костюма можно описать лишь в самых общих чертах.
Социальные различия в испанском народном костюме заключались прежде в стоимости используемых тканей и украшений, а не в покрое одежды.

### Мужской костюм
Мужской народный костюм в общих чертах состоял из белой льняной рубахи со вшитыми рукавами (исп. camisa), заправлявшейся в короткие, до колен штаны (исп. calzones), опоясывавшиеся широким тканым кушаком (исп. faja) ярких цветов; жилета (исп. chaleco) и короткой шерстяной куртки на пуговицах. На голове носили соломенные и фетровые широкополые шляпы (исп. sombrero) и шапки-монтеры (исп. montera). Монтера обладала складками посередине и загнутыми кверху полями. В XX веке от басков испанские крестьяне позаимствовали чёрные шерстяные береты, а крестьяне центра страны — кепи из городской одежды (которые носили и городские рабочие). На шею даже в середине XX века повязывали яркий платок-косынку, ещё широко среди крестьян были распространены традиционные жилеты.
Костюм махо включал следующие элементы:
- короткий пиджак (который позже французами будет назван «фигаро»);
- короткий жилет красочной расцветки;
- плотно облегающие декорированные штаны до колен;
- кушак, перехватывающий талию;
- плащ;
- за широким поясом спрятан нож — наваха;
- сетка для волос;
- шляпа — треуголка или монтера;
- обувь — эспадрильи, низко вырезанные поршни, с пряжками;
- чулки.

В наши дни большинство элементов народного костюма сохранилось в костюме тореадора (исп. traje de luces).

### Женский костюм

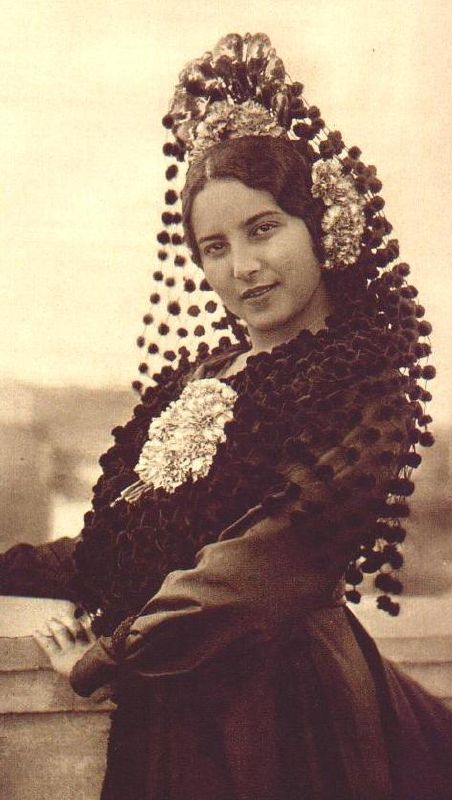
Женщина в мантилье, 1922 год

Женский народный костюм состоял из рубахи на лямках, широкой юбки, передника, кофты светлых цветов, корсажа или короткой шерстяной обтянутой куртки (исп. jubon). На груди носили скрещенную шаль (исп. mantón). Головным убором служили разнообразные платы, шляпки и кружевные мантильи. Мантилья — самый известный элемент испанского костюма, частично сохранившийся и до наших дней. Мантилью носили в том числе и со специальным гребнём (исп. peineta), поверх которой и накидывалась мантилья. С правой стороны (если носительница была левшой — то с левой) носили сумочку-подвесной карман, служивший для переноски мелких предметов и украшавшийся вышивкой или лентами.
Женский костюм махи, использовал примерно те же элементы, что и мужской:
- пиджак с широкими лацканами был притален, корсет не надевался;
- мантилья и гребень-пейне́та для неё;
- юбка;
- веер;
- шаль;
- эспадрильи.

В наши дни примером женского костюма может послужить одежда танцовщицы фламенко.

### Причёски
В XVIII веке из моды знати в народный костюм была позаимствована короткая коса на затылке, перевязывавшаяся лентой. В начале следующего столетия, опять же, на волне модных тенденций, мужчины стали носить бакенбарды. Они и до сих пор являются атрибутом некоторых матадоров, а матадорская монтера обладает сзади имитацией косички с лентой. Традиционной женской причёской был пучок.

### Обувь
И мужской и женской обувью служили эспадрильи (исп. alpargatas) — лёгкая плетёная из эспарто обувь наподобие лаптей (от материала изготовления произошло французское название данного вида обуви, заимствованное в русский язык), кожаные остроносые башмаки (исп. zapatos) и сыромятную плетёную обувь (исп. abarcas). Известны в испанском народном костюме и разновидности сандалий. Традиционные эспадрильи широко употреблялись в середине XX века даже в городах благодаря своей дешевизне. Современные эспадрильи отличаются от традиционных и представляют собой лёгкую закрытую обувь наподобие мокасин.
В ненастную погоду во многих местах надевали деревянные башмаки (исп. almadreñas, zuecos).

### Верхняя одежда
В Испании больше, нежели в других европейских странах в качестве верхней одежды сохранялось использование плащей (исп. capas), плащеобразных накидок с прорезью и тому подобной несшитой одежды.

### Региональные различия

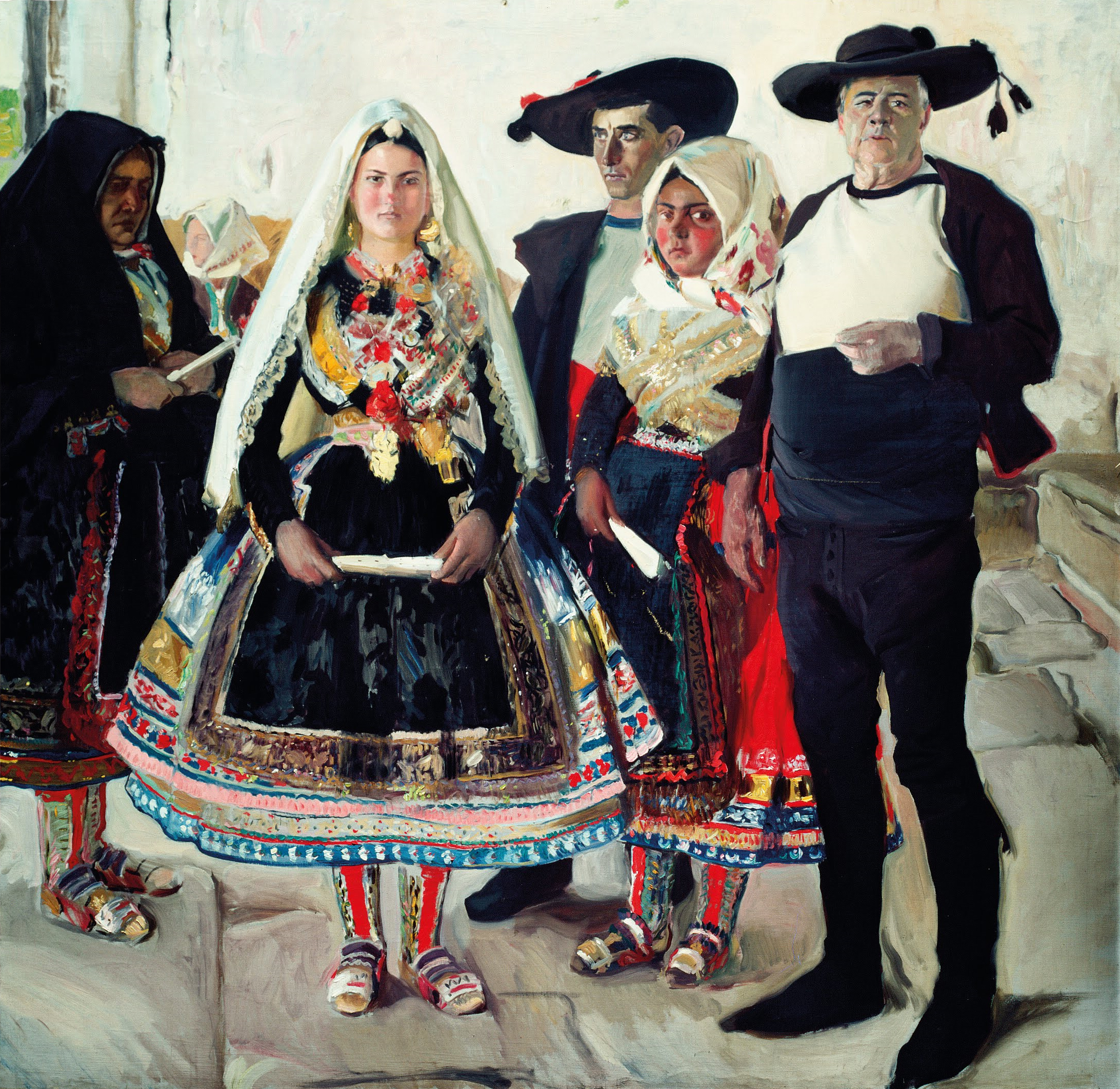
Хоакин Соролья, «Невеста из Лагартеры», 1912 г. Из собрания дома-музея Сорольи.

Как уже указано выше, испанский народный костюм отличается исключительным разнообразием.

#### Кастилия,Эстремадура
Женская одежда жительниц Эстремадуры и Саламанки отличается богатством отделки, включающей в себя вышивку шёлковыми и металлическими (золотыми и серебряными) нитями и филигранными украшениями.
Довольно красочным и обильным на отделку является и народный костюм кастильской провинции Сеговия. Основой женского костюма служила льняная рубаха (современные чаще изготавливаются из хлопка) до лодыжек  (современные более короткие) с рукавами, вшитыми в вырез горловины. Она украшалась по вырезу (и, в частности, на специальном поле, образованном на верхней части переда рубахи с помощью мелких сборок) и обшлагам рукавов вышивкой чёрными нитями, использовались геометрические орнаменты. Впоследствии к рубахе прибавилось и нижнее бельё — панталоны. Поверх рубахи надевали льняные или хлопковые нижние юбки (исп. refajo, enagua), корсаж без рукавов (исп. justillo) или куртку-хубон, пышную верхнюю юбку (исп. manteo) и передник (исп. delantal), а на плечи могли набрасывать шаль. Корсаж, часто с высоким вырезом, чтобы можно увидеть вышивку на рубахе, обладал трапециевидными фестонами на баске и вышивался на переде. Хубон носили чаще, чем корсаж, он был красного или чёрного и также украшался вышивкой, на этот раз и на рукавах. Рукава хубона выкраивались из одного куска ткани и по бокам зачастую даже не сшивались, а завязывались на ленты. Юбка обязательно украшалась — широкими полосами кружева, галуном, позументом, вшитыми лентами, нередко вышивкой бисером; столь же часто вышеупомянутые техники могли комбинироваться. Самыми нарядными юбками считались красные и чёрные, также бытовали жёлтые, синие, зелёные и так далее. Фартук был чёрным, мог украшаться таким же способом, как и верхняя юбка. Парадные фартуки шились из шёлка, парчи или узорчатого бархата. Женским головным убором, помимо мантильи, надевавшейся в церковь и по другим формальным случаям, служила и монтера. Женская монтера отдалённо напоминала двууголку или гренадёрку, спереди и сзади присутствовали высокие лопасти, скреплённые на макушке, украшавшейся помпоном. Эти лопасти вышивались нитями, блёстками или бусинами. По бокам монтеры присутствовало 12 (по шесть на каждую боковую сторону) пуговиц или набалдашников, зачастую металлических, которые называли «апостолами». Монтера нередко надевалась поверх белого кружевного плата. Обувью для женщин служили чёрные кожаные или тканые туфли (исп. zapatos) с металлической бляшкой. С обувью носили вязаные чулки (исп. calcetas, medias), подвязывавшиеся на голенях подвязками (исп. ligas), изготавливавшимися, например, из шёлка.

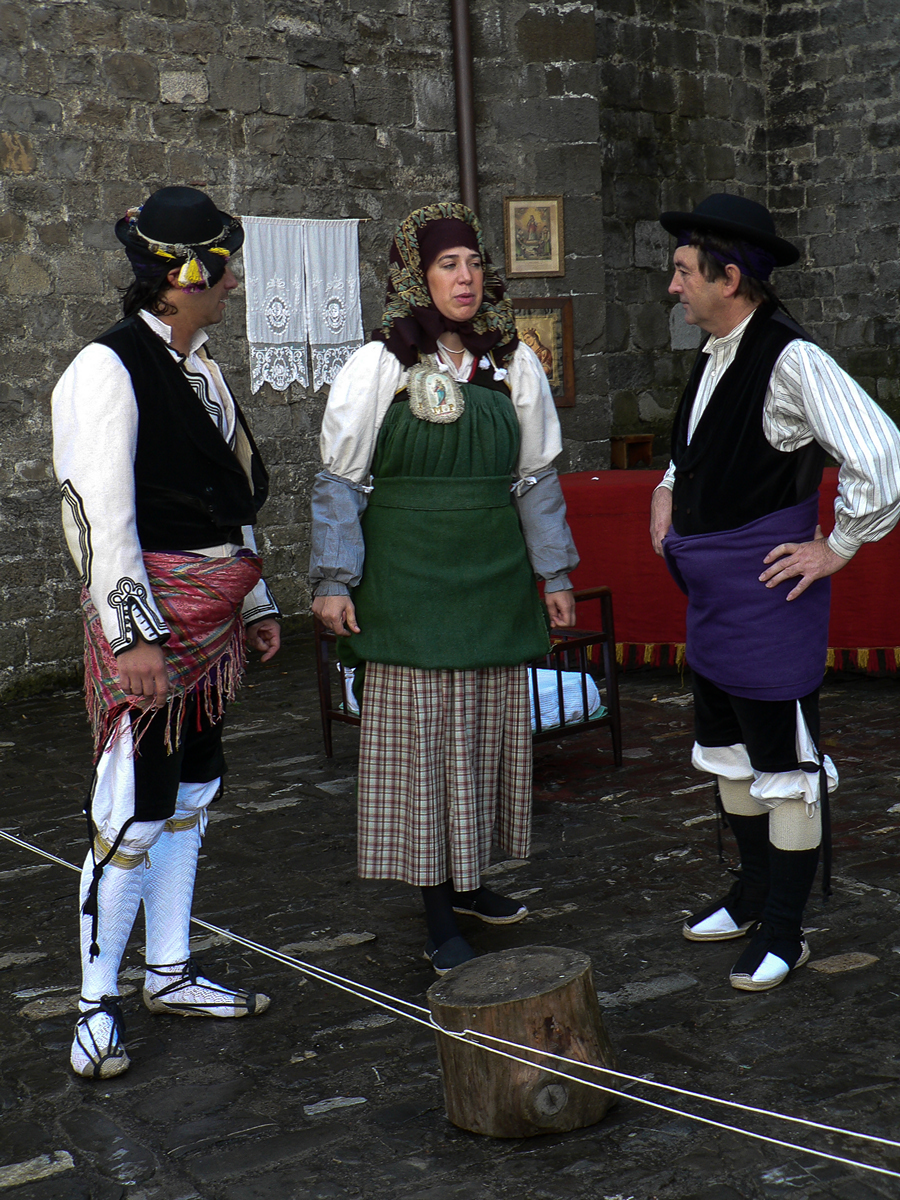
Народный костюм Ансо (Арагон)

Особым богатством отделки, славящимся на всю Испанию, отличается народный костюм города Лагартера в провинции Толедо (Кастилия — Ла-Манча). Женская льняная рубаха доходила до колен, её подол был расклёшенными, для чего с каждой его стороны вшивалась треугольная ластовица. Повседневная рубаха отличалась длинными и относительно узкими рукавами. Праздничная рубаха (исп. camisa de ras), в отличие от повседневной, обладала пышными, со множеством мелких складочек рукавами и ластовицами подмышкой. Рубаха невесты, с другой стороны, больше походила на повседневную, но изготавливалась из более тонких тканей. Разрез рубахи доходил до пояса, что, в частности, обусловлено необходимостью грудного вскармливания. И повседневные рубахи, и праздничные рубахи, украшались мало: на праздничной вышивка присутствует на обшлагах рукавов и по вороту. Поверх рубахи надевалась горгера (исп. gorguera) — своего рода нагрудник-манишка, закрывавшая плечи спереди и сзади, и закреплявшаяся лентами, прикреплёнными к углам. Перед этого предмета одежда обильно вышивается спереди по вырезу и спереди по плечам, в вышивке чаще всего используются чёрные нити, иногда горгеры для женщин постарше вышивались белыми нитями. Корсаж, надевавшийся поверх рубахи и манишки-горгеры, был с разрезом спереди на завязках. Праздничный корсаж, как и другие предметы костюма, богато украшенный, обладал контрастными вставками (исп. gayas), пришивавшимися спереди и сзади (обладавшими соответственно разными цветами, что создавало иллюзию, что это будто два предмета костюма). Вставка сзади, находившаяся под бретелями корсажа образовывала ромбовидный промежуток. В отделке праздничного корсажа использовались цветные ленты и т.п. Поверх рубахи (и манишки) надевалась фаиса (исп. la faisa) — шерстяной прямоугольный отрез ткани красного цвета, подпоясывавшийся тонким тканым поясом (исп. cinta de ceñir), который мог ткаться с узором. Нижняя юбка (исп. enagua, senagua) была льняной, повседневная отделывалась тонкой полоской кружева по подолу. Праздничная нижняя юбка была плиссированной, со множеством мелких складок, отделывалась лентами или кружевом (как и ажурным, так и более крупным коклюшечным кружевом или кружевом крючком). Чтобы проёмы юбок (и верхней, и нижних), поверх повязывали небольшой передник (исп. mandileta) красного цвета, отделывавшийся по краям. Повседневный передник был простым, праздничный мог украшаться аппликациями жёлтого цвета. Верхняя юбка (исп. guardapies, буквально с исп. — «защита пальцев ног») была присборена в области от талии до бёдер, что позволяла её верхней части прилегать к телу, а нижняя расширялась к подолу. Это, в свою очередь, формировало особый силуэт лагартерского женского костюма. Надевалось, как правило, три юбки — первые две были из простой ткани (например, шерсти) и были красного, тёмно-синего или тёмно-зелёного цвета. Третья, непосредственно бывшая на виду, изготавливалась из фланели, перкали, шёлка или атласа, её цветовая гамма была сильно ограниченной — она была лишь красного, синего или чёрного цвета. Юбка отделывалась лентами по подолу — повседневная верхняя юбка обладала одним рядом лент, а праздничная — пятью. Нижний край присборенной области верхних юбок вышивался тесьмой. Отделка юбок была контрастная: зелёные повседневные юбки оторачивались светло-зелёной тесьмой, синие — зелёной лентой и голубой тесьмой, красные — синей лентой и голубой тесьмой, а чёрные — зелёной лентой и чёрной тесьмой (хотя для траурных юбок, также чёрного цвета, лента по подолу также была чёрной). Поверх верхних юбок носили чёрный фартук, также как и они, бывший плиссированным и отделывавшийся примерно таким же образом — одна-две полосы кружева, вышивки, тканых лент. Повседневные и воскресные фартуки изготовлялись из хлопковой набойки. Хубон, изготовлявшийся из разных тканей, всегда был чёрного цвета, украшался по переду галуном, ткаными лентами и вышивкой металлическими лентами. Он одевался в прохладную погоду и по наиболее формальным случаям. Рукава хубона были узкие, обшлаги отделывались и декоративными пуговицами и петельками. Повседневный корсаж, носившийся под хубон, был попроще и подчёркивал фигуру носительницы. Под хубон носили только рубахи с узкими рукавами. В частности, на свадьбу невеста всегда носила рубаху под хубон. На плечи накидывали шаль. Пучок иногда (в особенности у девочек) покрывался особым образом завёрнутой лентой. Если волос для пучка было недостаточно, вставлялась подушечка из тёмной шерсти. Головным убором служила мантилья. Для похода в церковь и для особо важных обрядов (например, на свадьбу) женщины носили мантельину (исп. mantellina) — плат-накидку, отделывавшуюся ткаными лентами, галуном, аппликациями и/или кружевом. В зависимости от случая мантельина была белая или тёмных цветов. Подобный предмет одежды был также известен и во многих других частях Испании, а также на Сардинии. В тёплую погоду для повседневной носки носили белые вязаные чулки (исп. calcetas) из хлопка или льна, в холодную погоду и по праздникам поверх надевали и другие чулки (исп. las medias), красного цвета и также вязаные. У этих чулок нет носка и потому они больше напоминают нечто вроде гамаш. Они обильно украшались тамбурной вышивкой цветными нитями, вышивка симметрична, визуально представляющая собой два прямоугольника, образующих по бокам линию с ответвляющимися от неё узорами. Повседневной обувью служили кожаные башмаки, праздничной — тканые туфли без задника, которые украшались лентами, оборками, кружевом и т. д..

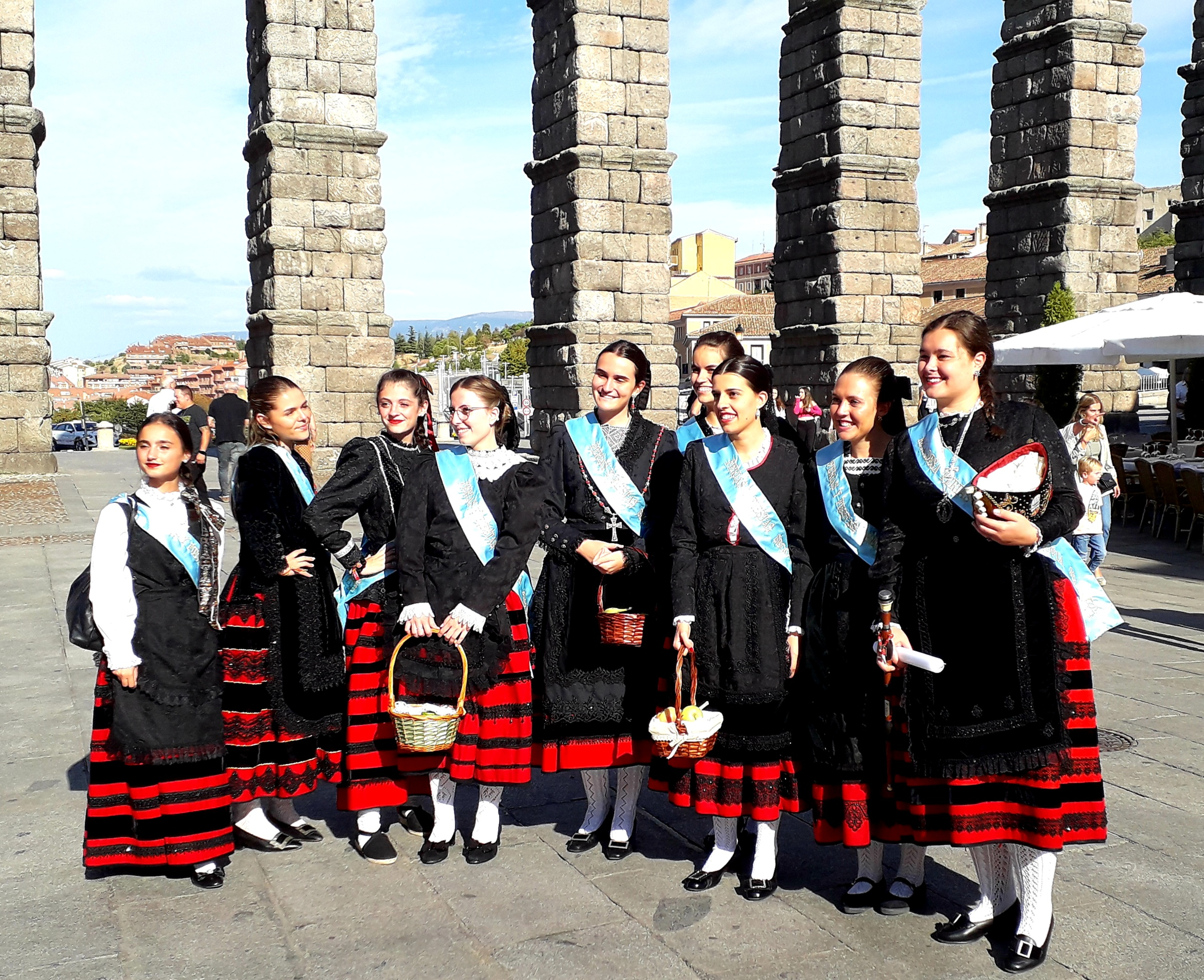
Женщины в традиционном костюме Сеговии, на заднем плане — сеговийский акведук

Мужская рубаха (исп. camison) в лагартерском костюме, как и женская, была как и повседневной, так и праздничной. Она также изготовлялась из льна. Между передним и задним полотнищами сверху пришиты полики, плечевые вставки (исп. hombreras). Рукава втачивались по бокам, подмышками также присутствовали ластовицы. Пришивными были обшлага рукавов (исп. punos) и низкий воротник (исп. cabezon). Повседневная рубаха была простой однотонной, никак не украшалась. Праздничная рубаха вышивалась жёлтыми нитями по поликам, вороту и обшлагам рукавов. Поверх рубахи (обязательно по праздникам и порой в быту) носили безрукавку-жилет (англ. chamarreta). И перед, и зад изготавливались из одного куска ткани, сшиваясь на одном боку и на одном плече, на другом же располагалась застёжка. Подмышкой располагались завязки, удерживавшие безрукавку. В старину безрукавки изготавливались из овчины. Современные безрукавки изготавливаются из шерстяных тканей натурального светло-желтоватого цвета. По вырезу горловины и отверстию на плече повседневные обшивались чёрной тканью, праздничные — одним или двумя рядам цветной ленты, которые спускались несколько ниже отверстия. Подштанники (исп. calzoncillos) изготовлялись из льна, верхние штаны (исп. calzon) — из чёрной шерсти. По талии в штаны через специальный проём вдевался шнур-учкур. Поверх штанов опоясывались красным кушаком-фахой, в который могли заправлять плат наподобие женской мантильи (исп. panuelo). Поверх безрукавки и рубахи могла надеваться чёрная куртка (исп. sayo), завязывавшаяся шнурами, скрещивавшимися спереди на талии, сзади присутствовали короткие фалды-фестоны. Верхней одеждой, как и во многих частях Кастилии и Испании в частности, служил плащ, с которым могла носиться и пелерина. На голове носили широкополые чёрные шляпы с круглой тульей. Обувью служили кожаные башмаки. На голени надевали чёрные шерстяные гетры, застёгивавшиеся на пуговицы (в гетрах для более формальных случаев количество пуговиц может достигать 23, в повседневных — меньше). Повседневные и праздничные штаны обладали прямым гульфиком, застёгивавшимся на пуговицы. Особо стоит выделить костюм жениха. Рубаха жениха также вышивалась и на груди у выреза. Безрукавка никогда не носилась. Штаны костюма жениха были с гульфиком-лацбантом, также на пуговицах и не опоясывались кушаком.
В Монтеэрмосо (Эстремадура) народный костюм в быту носили ещё в 1940-е годы, а статус праздничного сохраняет и по сей день. Главным его атрибутом является горра (исп. gorra) — женская соломенная шляпа-капор, обильно украшавшаяся лентами, цветными аппликациями, помпонами, блёстками и т.д. Сейчас горра употребляется как часть праздничного костюма, но изначально его носили для защиты от палящих лучей солнца, в частности, во время работ или в дорогу (включая и во время поездок в город, благодаря чему торговки из Монтоэрмосо, продававшие свои товары, были легко узнаваемы). Из-за традиционно пучка горра носилась несколько загнутой вперёд. Горра всегда носилась поверх косынки.

#### Арагон
Одежда Верхнего Арагона во многом схожа с одеждой других областей Пиренейских гор. Традиционный мужской костюм долин Ансо и Эчо, восходящий ещё к средневековью, состоял из белой рубахи, просторного жилета, тёмных коротких штанов до колен (исп. zaraquelles), чулок и кожаных поршней. Кушак в Ансо яркий, а в Эчо — тёмный, задрапированный. На голове носили небольшую тёмную шляпу с круглой тульей, порой — поверх яркой банданы, повязанной узлом набок. Верхней одеждой служила ангуарина (исп. anguarina) — долгополый кафтан архаичного покроя.
В Ансо женский костюм состоял из долгополой льняной белой рубахи с рукавами со сборками-буфами, поликами (вышитыми преимущественно чёрными нитями со вкраплениями других цветов) и стояче-отложным воротом, поверх которой надевали зелёную сборчатую баскину (исп. basquiña), отдалённо напоминавшую сарафан. Поверх волос, к которым прикреплялись мягкие шерстяные валики (исп. churros) обматывались красные или чёрные ленты, поверх на манер тюрбана повязывали накидку. На религиозные церемонии надевали похожий на баскину, но чёрного цвета сарафан-сайгуэло (исп. saigüelo). В особо торжественные случаи надевалась сая (исп. saya) — подобный предмет одежды, но отличающийся наличием рукавов. Саи маленьких девочек были красными.

#### Кантабрия
Особенностью традиционных кантабрийских деревянных башмаков — альбаркас (исп. albarcas) — является наличие трёх каблуков, одного на пятке и двоих на передней стороне подошвы.

#### Испанский Левант(Каталония,Валенсия, Мурсия,Альмерия)

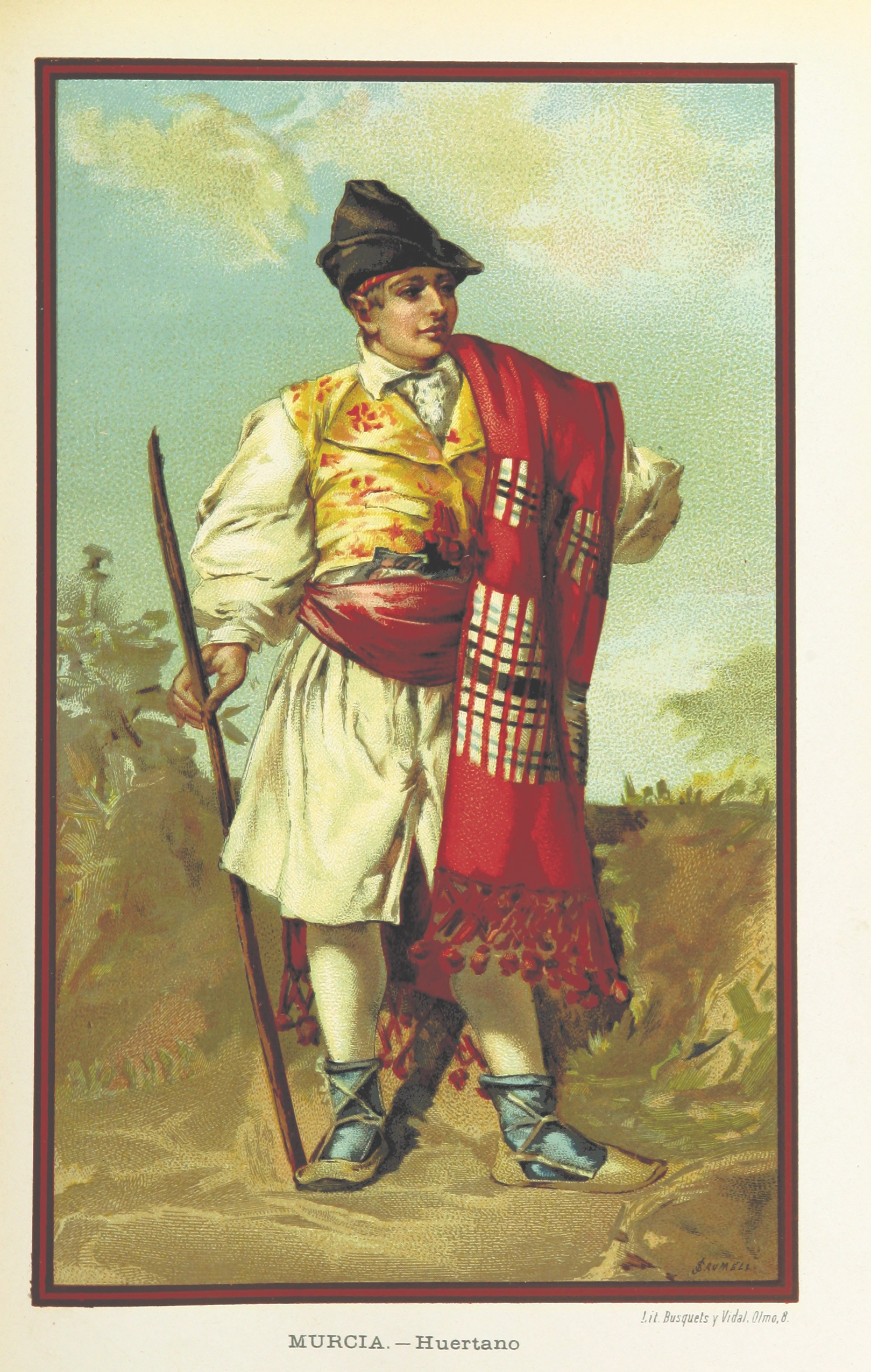
Мужская народная одежда Мурсии, гравюра 1889 г.

Народный мужской костюм состоит из открытой рубахи с широким отложным воротом, широких, но коротких до колен штанов-сарагуэлес (исп. zaragüeles), широкого чалеко и плетёных из эспарто сандалий. На голове носили соломенную шляпу или повязывали бандану. Подобный комплекс одежды отлично подходит для работ в уэртах — орошаемых землях, нередко заболоченных и играющих одну из важнейших ролей в экономике испанского Леванта. Подобный костюм характерен и для Нижнего Арагона. Основными элементами женского левантийского костюма были короткая сборчатая юбка, блузка с короткими рукавами, короткий передник, вышитый цветами; и шаль ярких цветов, скрещённая на груди. Женской обувью, помимо эспадрилий, также служили кожаные туфли без задника.
Своей самобытностью обладала и городская левантийская одежда. Мужской городской костюм состоял из рубахи, коротких штанов, жилета-чалеко, маленькой шляпы с круглыми полями, чулок и эспадрилий или башмаков с пряжками. Данный костюм иногда и в наше время используется представителями властей — алькальдами и альгвасилами в торжественных случаях или членами валенсийского Водяного трибунала во время заседаний.

#### Андалусия
Исторически Андалусия — урбанизированный регион, испытавший влияние множества этнических групп, например, изгнанных или обращённых в христианство после Реконкисты арабов (морисков) или евреев (марранов).
Андалусийский вариант народного костюма довольно позднего происхождения. Мужской костюм включал в себя обтягивающие чёрные брюки и короткие куртки-болеро. Неотъемлемым атрибутом мужского андалусийского костюма является т. н. кордовская шляпа — твёрдая фетровая шляпа с низкой цилиндрической тульей. Андалусийки носили узкие и долгополые платья в горошек со множеством оборок, набрасывая на плечи шаль из тонкой шерсти (т.н. манильскую шаль), а на голове носили высокий черепаховый гребень и белую или чёрную мантилью поверх него.
Именно на андалусском костюме основана сценическая одежда танцовщиц фламенко, поскольку этот танец возник именно в этой исторической области.

### Галерея

Испанский народный костюм, рисунки Огюста Росине
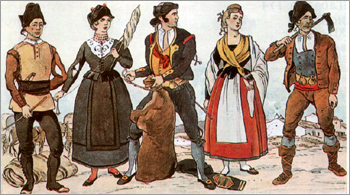
Народный костюм Кастилии (справа налево: погонщик мулов и крестьянка из Сеговии, торговец вином и крестьянка из Ла-Манчи, крестьянин из Алькаррии (Новая Кастилия))
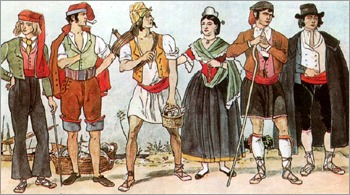
Народный костюм Каталонии и Валенсии
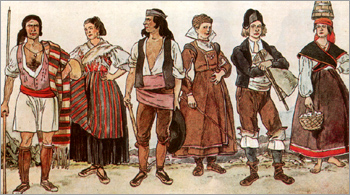
Народный костюм Мурсии (крайний слева — мурсийский разносчик), Кастилии (вторая слева — крестьянка из Ла-Манчи), Арагона (по центру — крестьянин из Арагона и крестьянка из горной части Арагона), Кантабрии (второй справа — торговец из Сантандера) и Астурии (крайняя справа — астурийская крестьянка)
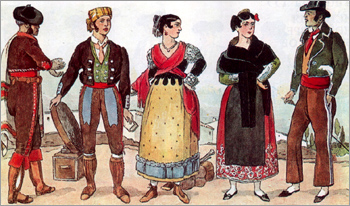
Народный костюм Андалусии (слева направо — житель Малаги, хозяин гостиницы в горах Сьерра-Морена, жена андалусийского контрабандиста) и Кастилии (вторая справа — мадридская манола (кокетливая девушка), крайний справа — мадридский маноло (франт из простонародья))
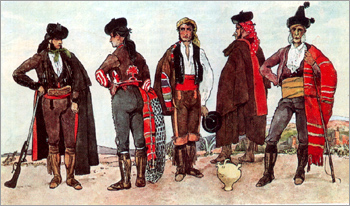
Народный костюм Андалусии (справа налево — андалусийские всадники, погонщик мулов, мужчина с кувшином для питья, цыганский «король»)

## Аристократический костюм

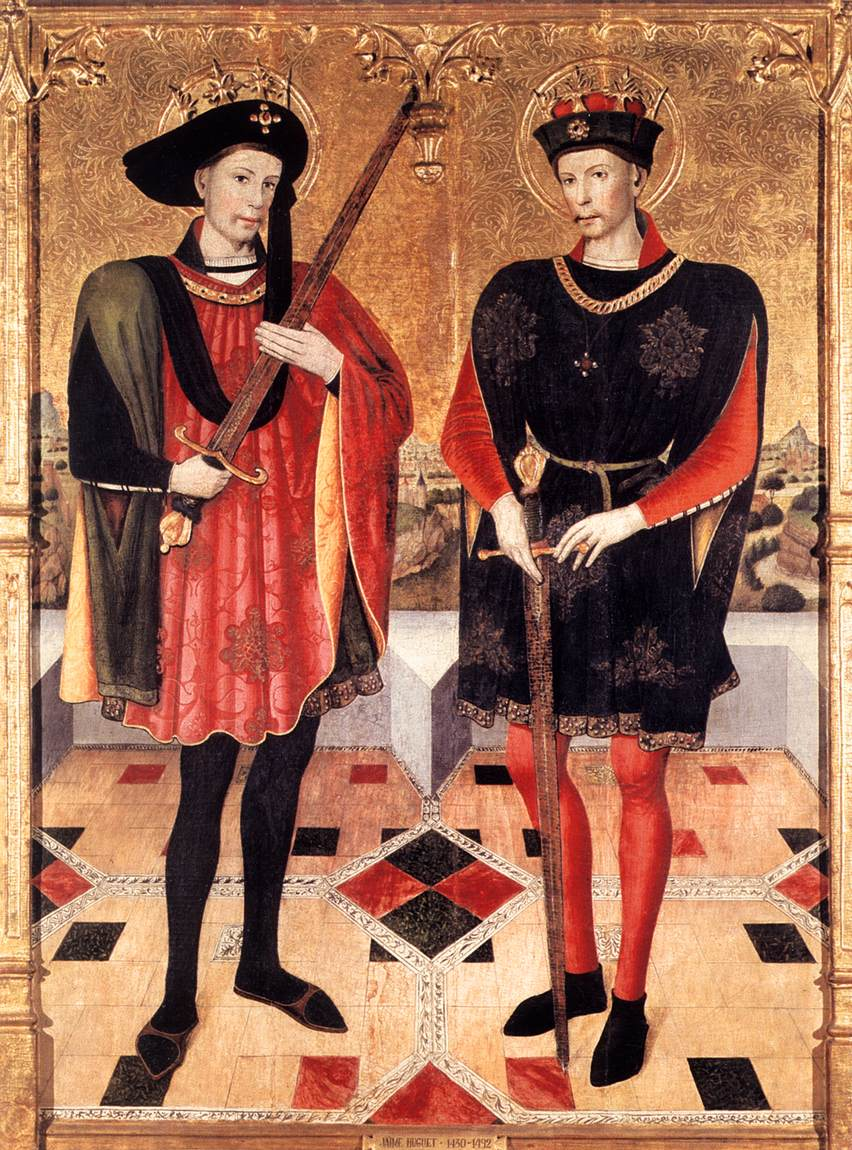
Хайме Уге. «Свв. Абдон и Сеннен», 1460
На св. Абдоне (слева) хубон с узким рукавом и шнуровкой по локтевому шву, поверх него светлая ропилья с откидными рукавами, поверх неё — плащ боэмио («богемский») из парчи на светлой подкладке. Головной убор капирот с жестким бортом имеет длинный конец, называемый «рабо», который спускается с левой стороны и перекинут на правое плечо. Св. Зенон без плаща, в одной ропилье, собранной на талии в складочки. Головной убор — испанский вариант беретто

### Эпоха Реконкисты
Ситуация, сложившаяся на Пиренеях в эпоху Реконкисты, является уникальной: в одном котле смешались наследники собственно традиции костюма средневековых испанцев-вестготов, влияние арабского костюма, а также, поскольку в борьбе принимали участие рыцари других стран, распространялись формы итальянского и французского костюма:
Элементы готического костюма:
- пулены — обувь с длинными носками.
- головные уборы, например, капирот (фр. шаперон)
- длинное сюрко без рукавов

Испанские элементы:
- собреропа (букв. «на одежду») — мужская верхняя одежда, накидка
- абриго
- хубон — род куртки
- плащ — обычно одна сторона драпировалась на плече, длина зависит от социального положения
  - боэмио — плащ, имевший форму круга, разрез располагался на правом плече и скреплялся пряжкой.
- касака — торжественная одежда, широкая, длинная, с длинными откидными рукавами.
- ропилья

Черты своеобразия в женском платье Испании появляются середине XV века. Оно имеет резко подчеркнутую тонкую талию, от которой вверх и вниз расходятся лучеобразные складки. Часто использовалась пелеринка. Волосы гладко причесывались с прямым пробором и одной косой.
- вестидо (букв. «платье») — свободное длинное цельнокройное платье. Надевалось на рубашку.
- кофья-де-папос — традиционный женский головной убор из тонкого белого полотна. Состоял из двух частей, наколки, покрывавшей голову из мелко плоеной ткани, пришитой к металлическому каркасу, обтянутой той же материю, а также своеобразно задрапированного платка
- тренсадо — женский головной убор. Макушку повязывали тканью, в которую затем заворачивали косу, перевитую сверху крестообразно черной лентой. Сохранился до 1520-х годов, на некоторое время заимствовался итальянками. Иногда тренсадо соединялся с небольшим тюрбаном.
- веспайо — головной убор из прозрачной белой ткани, покрывал лоб, голову и сзади спускался на плечи. Сверху покрывала надевали узкий обруч с драгоценностями.

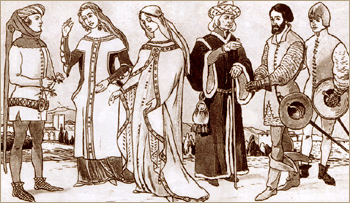
XIII-XIV века
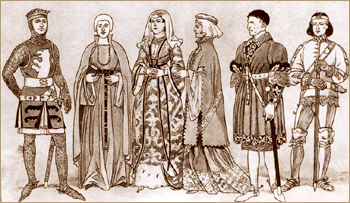
XIII-XIV века
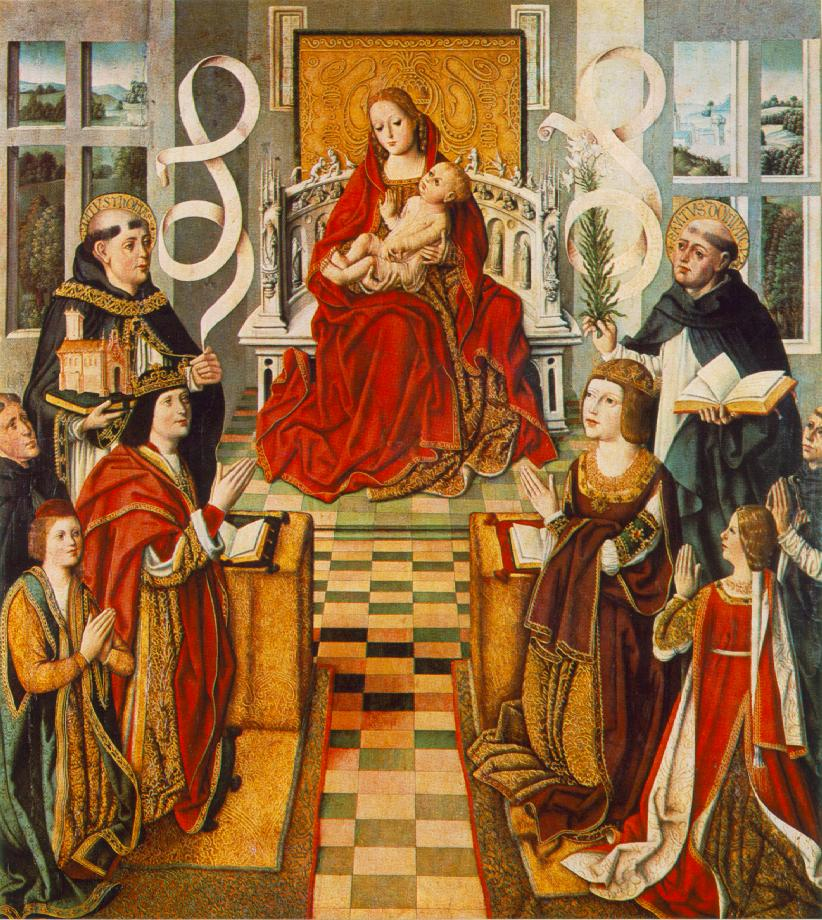
1490-1495 годы

### Эпоха Возрождения
С наступлением XVI века происходит изменение в испанской одежде — переход от струящихся готических тканей к «костюму-броне» на каркасе. «Естественности итальянской ренессансной одежды Испания противопоставляет свой идеал человеческой фигуры, стилизованный в духе маньеризма».

Социально-психологические факторы, влияющие на испанский костюм:
- идеалы воинствующего рыцарства
- строгий этикет испанского королевского двора
- аскетизм католической церкви, отрицание грешной плоти

Форму для хубона и верхних кальсес создавали с помощью туго набитых прокладок (вата, конский волос, пух, мякина или сено). Линия плеча искусственно расширялась плечевыми валиками и посаженной головкой рукава, а голову заставлял держать надменно жесткий воротник. В этом костюме имело место подчеркивание природных форм и пропорций фигуры, типичное для Ренессанса, но при этом с заменой пластичных мягких округлых контуров фигуры угловатыми жесткими линиями. Как пишут исследователи: «По сравнению с гармоничной модой итальянского Ренессанса, уважающего человеческое тело, испанская мода оказалась под сильным влиянием геометрических форм, которые искусственно изменяют естественные линии тела человека, деформируют их». Взаимоотношения между отдельными частями тела, подчеркиваемыми одеждой, оказались неуравновешенными: мужская одежда стилизуется под конус, основание « основание которого передвинуто на уровень бедер, к плечам конус сужается, ноги производят почти неестественное впечатление, на которые как бы надет конус». В мужском гардеробе окончательно исчезают длинные одеяния (сохраняясь только в форме) — поэтому происходит окончательное разграничение между мужской и женской одеждой.
Отличительными чертами испанской моды являлось склонность к четким формам и простым поверхностям, от чего элементы живописности, например, итальянской, казались испанцем слишком перегруженными.

### Мужской костюм

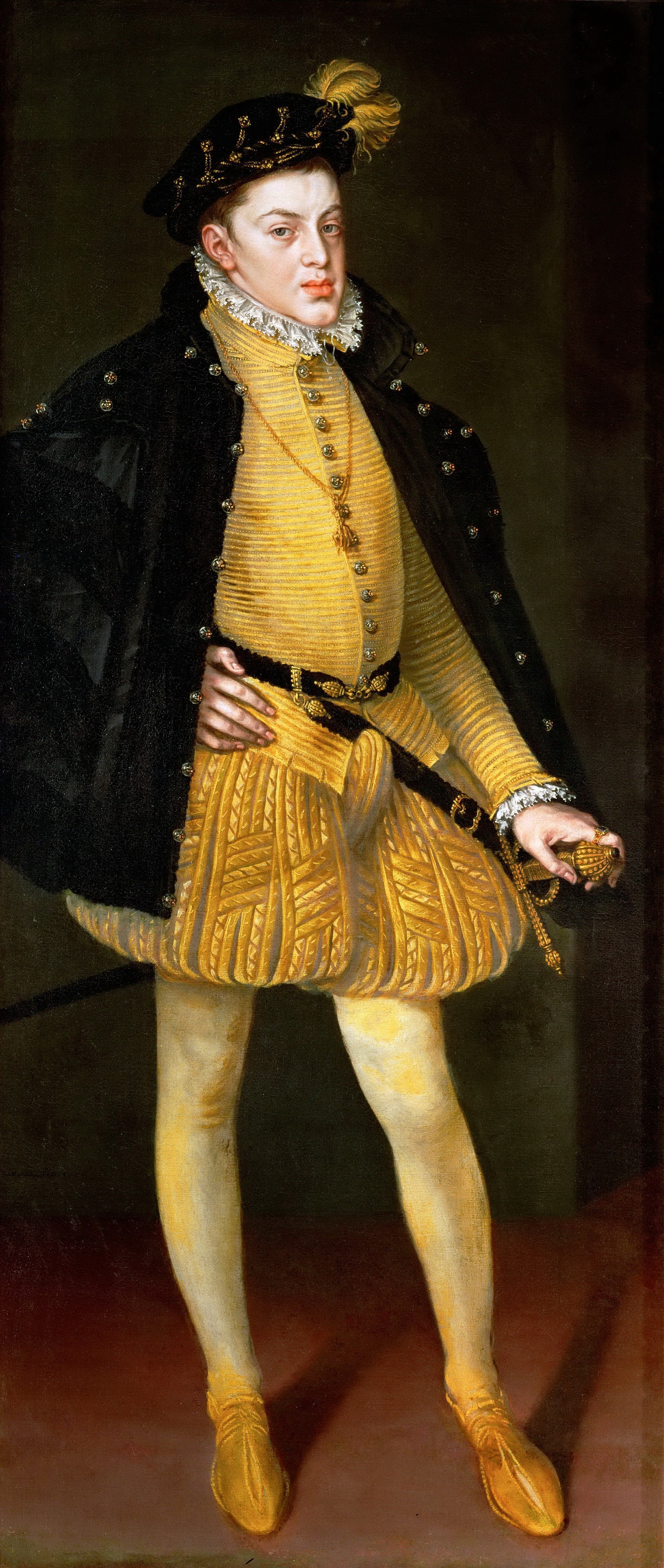
Алонсо Санчес Коэльо. «Портрет дона Карлоса», 1564

- камиса — рубашка, сорочка. Была практически не видна. Имела брыжжевый воротник и высокие манжеты из полотна или батиста, отделанные кружевами.
- кальсес (исп. calzas) — разъёмные штаны-чулки. Мода изменяется от узких кальсес, в 1540-х годах возникновения двух самостоятельных слоев — нижнего широкого и верхнего из отдельных широких полос, когда верхняя часть кальсес получает форму бочонка. Затем употребление каркаса, а в 1570—1580-х годах — двойные кальсес, состоящие из узких облегающих ногу штанов и круглых на толстой набивке грегескос (исп. gregüescos), что означало «греческие» или «по-гречески», которые были широкими в бёдрах и покрывали только верхнюю часть ноги[18]. В 1590-х годах появились свободные и широкие вверху кальсес. Часто их отделывали вертикальными полосами декоративной ткани, которые прикреплялись вверху и внизу и свободно свисали по всей длине.
- корпесуэло (исп. сorpezuelo) — узкий безрукавный жилет, который надевали на рубашку, и к которому привязали тесёмками чулки кальцес с XIV—XVI века[19].
- собреропа (исп. sobreropa) — в XV веке свободная верхняя мужская одежда с длинными рукавами[20].
- собретодо (исп. sobreropa) — верхняя лёгкая мужская одежда аристократов, чаще из шёлка или бархата, обычно отрезная по талии и с поясом. Была особенно распространена в XV веке[20].

##### верхняя одежда
- штаны (короткие)
- хубон (исп. jubón) — испанская верхняя мужская одежда, появившаяся после окончания реконкисты, под влиянием рыцарских доспехов. Род куртки колет, в 1520-х годах имеет черты сходства с итальянским джуббоне, но также и отличается от него. Чтобы хубон как можно больше походил на рыцарские латы и сохранял форму, в XVI веке его стали ставить на подкладку, которая туго набивалась конским волосом[21]. Хубон имел стоячий воротник, лиф облегал фигуру, разрезов нет, застежка потайная, юбка заложена в складки. Кроме узких рукавов могли быть ещё и фальшивые откидные рукава. Рукава можно было менять, так как они соединялись с хубоном шнуровкой, проймы вокруг них обшивали эполетами-козырьками. В 1540-х годах изменяются пропорции — линия талии спереди опускается, и увеличивается выпуклость внизу лифа, хотя это еще не каркас. Позже хубону уже придавали форму доспехов — лат, для этого вставляя в них куски картона (особенно выпуклым хубон становится в 1570—1580-х годах). Такой хубон «с гусиным чревом» называется пансерон[16].
- воротник — кружевной накрахмаленный, по краю которого выпускают рюш, постепенно увеличивающийся в размере и к концу века вырастающий до 15-20 см:
  - грангола, горгера (исп. gorguera) — гофрированный круглый испанский воротник. Чаще всего белого цвета, или подкрашенный шафраном. Особенно популярен во второй половине XVI — начале XVII века[18]. Воротник тоже уподобляют деталям лат, они созданы как бы из металлических нашейных пластин, которые защищали шею[17][22].
- ропон (исп. ropon) — в XVI веке верхняя парадная мужская одежда. Шилась на меху либо отделывалась мехом, с большим меховым воротником и откидными от локтя рукавами[23]. В 1540-е имеет меньший объём и менее пышную верхнюю часть рукавов.
- капита (исп. capita) — маленький плащ c небольшим отложным воротником. Сменил ропон в последней четверти XVI века[24].
- фиельтро(исп. fieltro) — мужской испанский плащ с капюшоном. Был в моде в XVI веке и отличался своей особой длиной до середины икр[25].
- капа — классический широкий и длинный плащ с капюшоном.
- ропа (исп. ropa) — во второй половине XVI века распашная парадная испанская верхняя женская одежда с короткими рукавами. Обычно надевали поверх вестидо. В таком случае и ропу и вестидо делали из одной ткани и с одинаковой отделкой[23]. Её носили расстегнутой или застегнутой высоко под шеей.
- боэмио (исп. boemio) — испанский полудлинный плащ, вероятнее всего родом из Богемии. Распространён в XVI веке, когда Богемия была частью империи Габсбургов[26].
- головной убор:
  - капирот (исп. capirote) — старинный испанский вариант мягкого драпированного головного убора наподобие французского шаперона[24].
  - капилла (исп. capilla) — капюшон, иногда отдельный, но чаще всего капюшон плаща[24].
  - берет, мягкий, с жёстким, опущенным книзу бортиком (1-я пол. XVI века)
  - шляпа (ток), мужской и женский головной убор в форме усечённого конуса, с жёстким бортом и слегка загнутыми кверху полями. Был характерным дополнением испанского костюма эпохи Возрождения и получил большое распространение во Франции в конце XVI века[27].
- обувь — узкие туфли из бархата или атласа, украшенные разрезами.
  - сапоги — только в военное время. Узкие голенища, мягкая подошва.
- чулки — первое упоминание о плетеных чулках в Испании относится к 1547 году.

##### Воротники XVII века

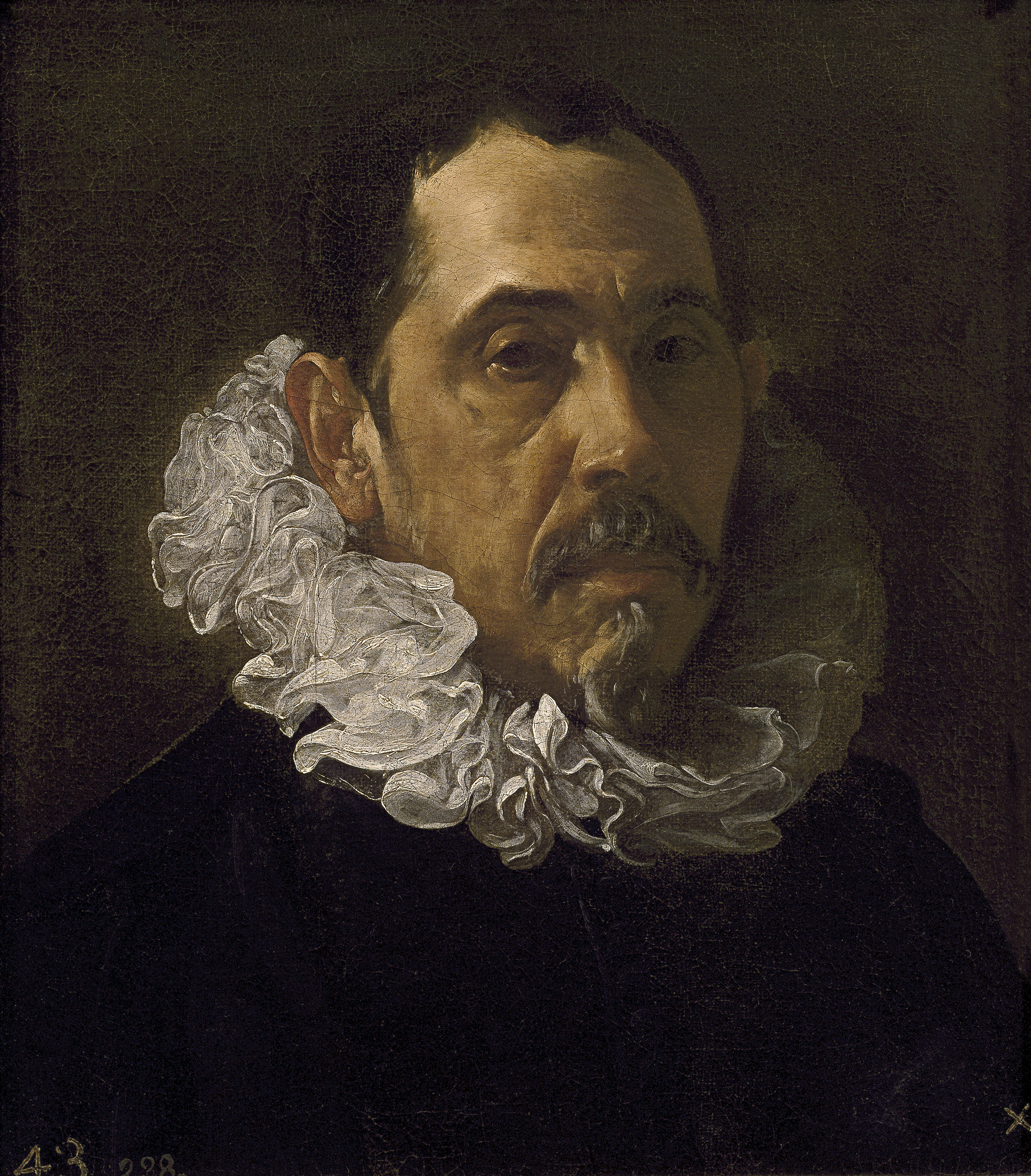
Горгера была законодательно запрещена в январе 1623 года
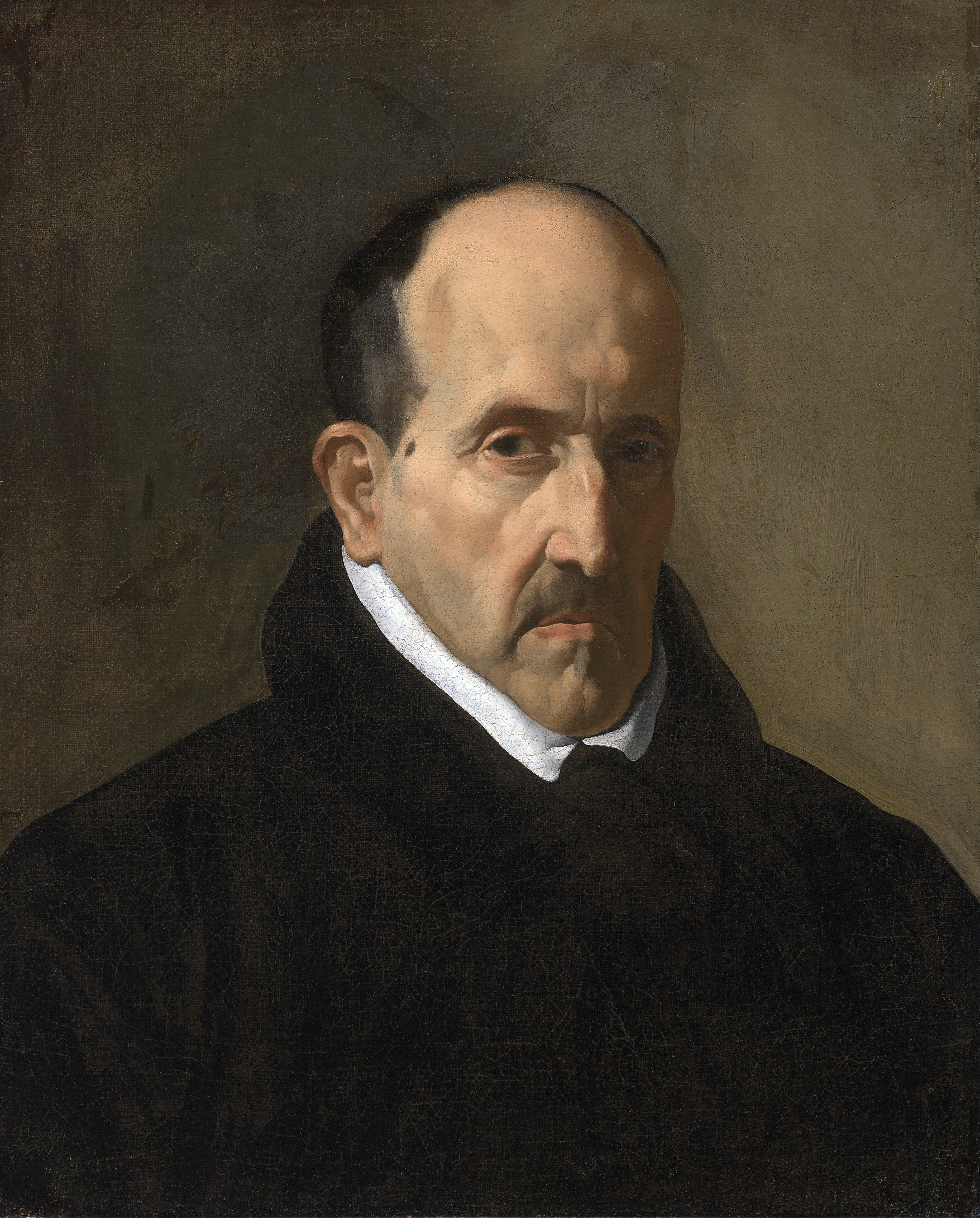
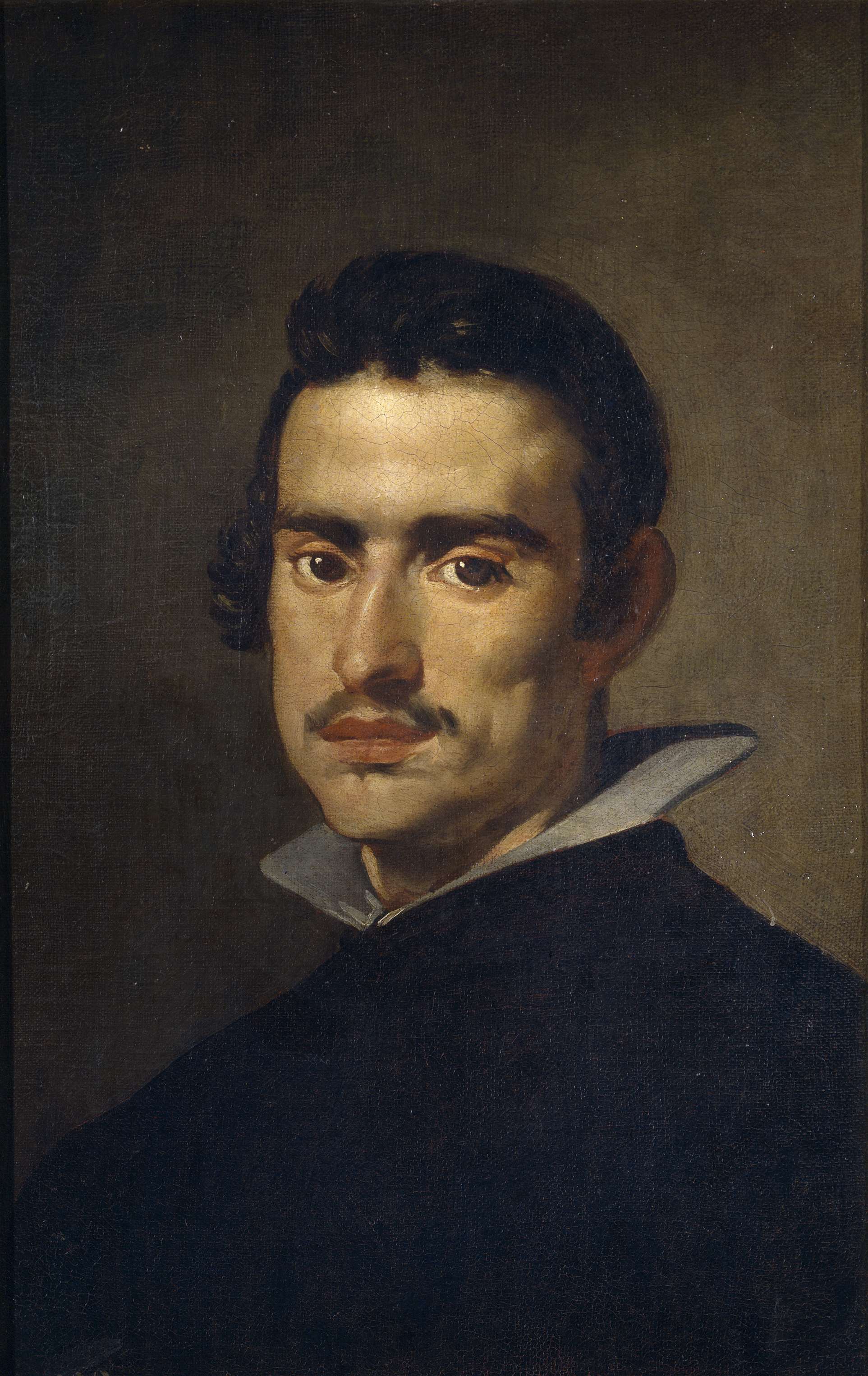
Голилья (golilla) впервые использована в январе 1623 года

##### Простонародье
Костюм горожан XVI века сильно отличается от аристократического. Он более красочен, кроме того:
- капингот простого и удобного покроя вместо узкого хубона

Костюм альгвасила:
- серый капотон с зелёными откидными рукавами, довольно длинной отрезной баской, заложенной кругом глубокими складками. Рукава хубона желтого цвета. Кальсес и берет — красного, белое перо на шляпе. Обувь — короткие башмаки темного цвета. Оружие — пика и меч, на поясе барабан. Также плащ.

### Женский костюм

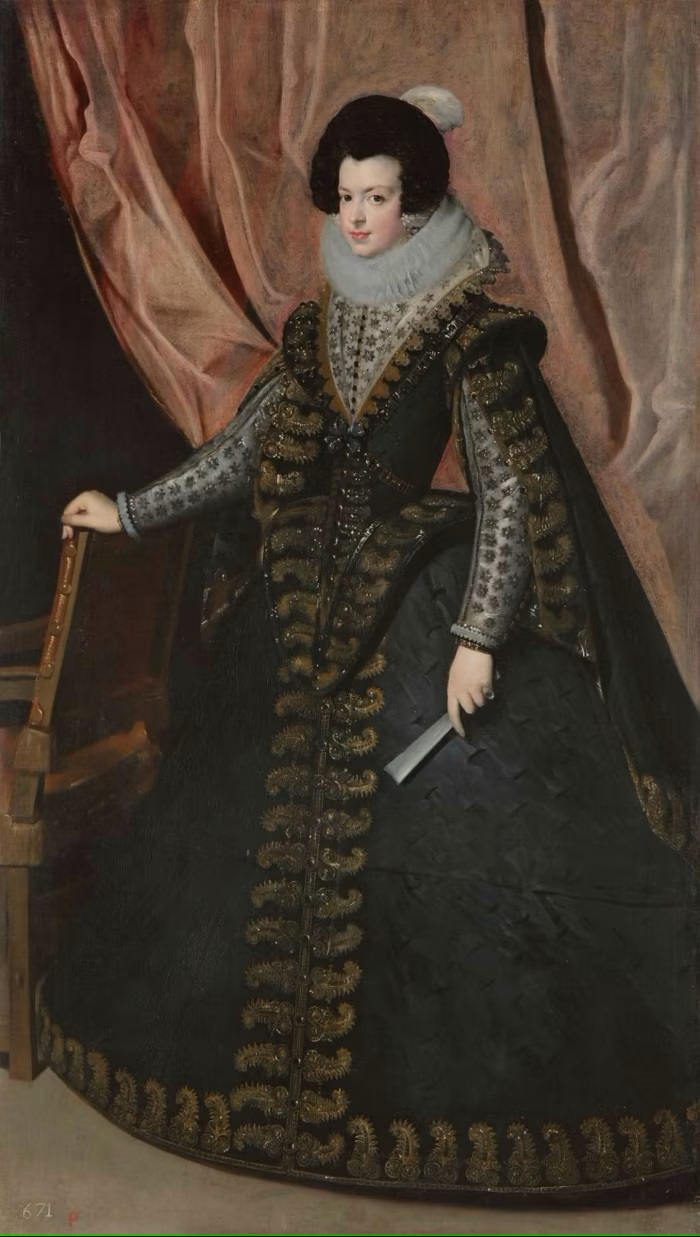
Диего Веласкес. «Портрет Изабеллы де Бурбон»

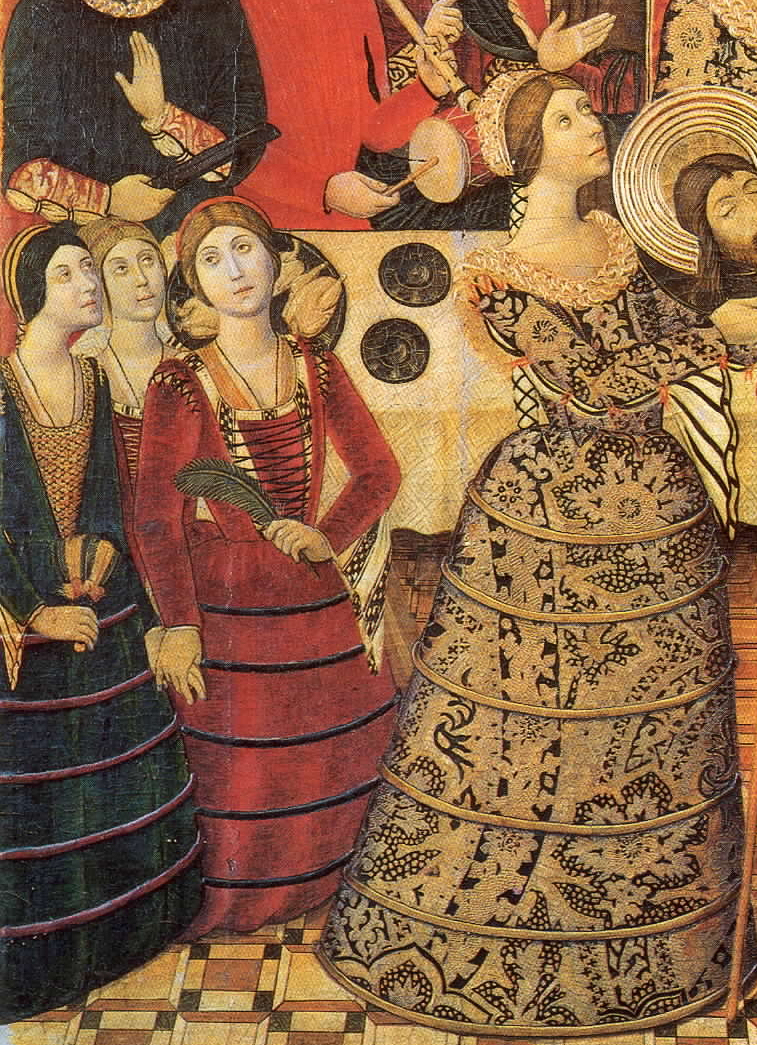
Педро Гарсия де Бенабарре. «Ретабло Иоанна Крестителя». Саломея одета в платье на обручах. 1470-е гг.

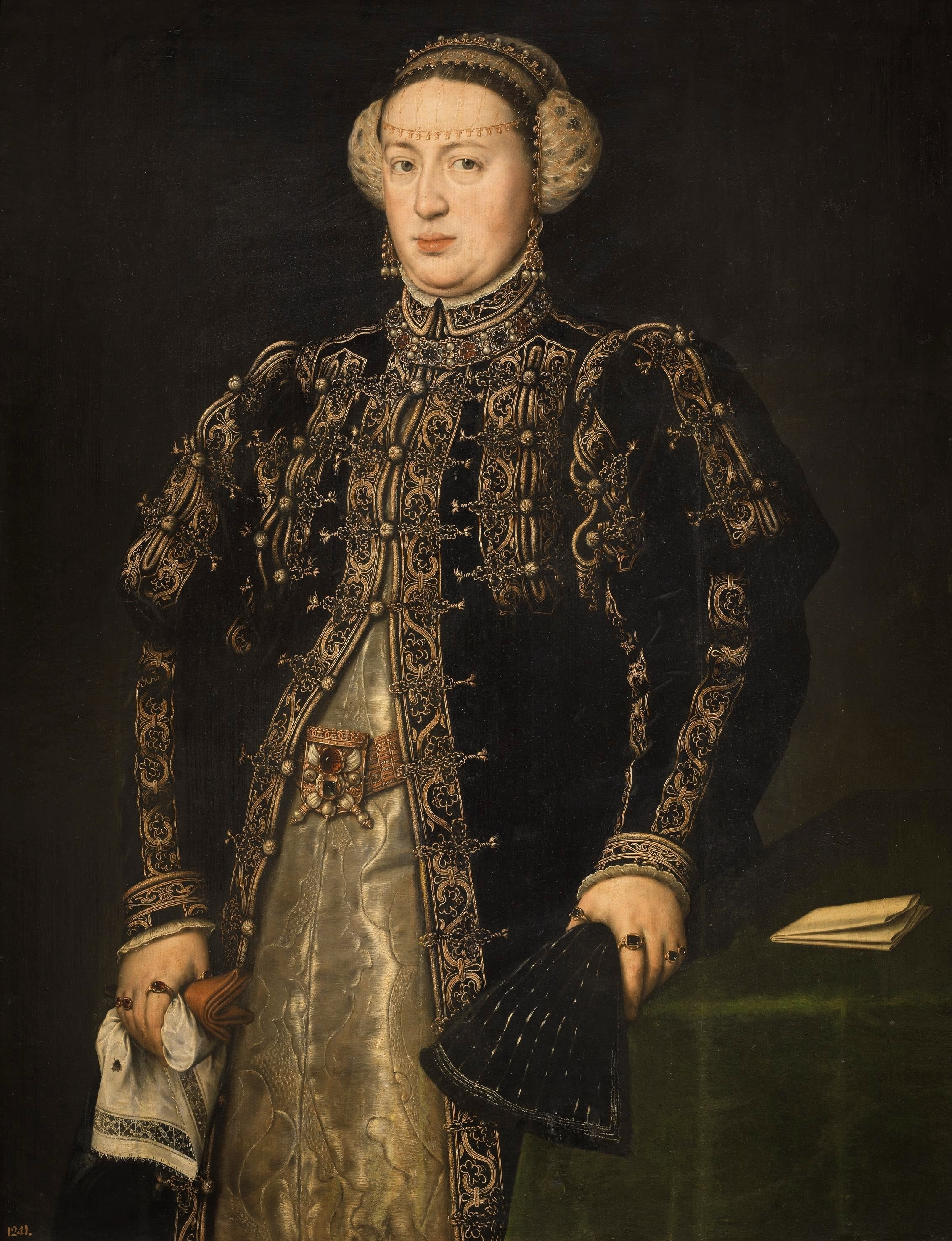
Антонис Мор. «Портрет Катарины Португальской», 1554. Пожилая королева не стала затягиваться в корсет: на ней парчовое вестидо и черная распашная ропа.

Логическим завершением развития испанского женского костюма на протяжении XIV—XV веков стало появление каркаса в одежде. Испанский костюм того времени имел больше различий, чем сходства с общеевропейским. По преданию, такой костюм впервые изобрела королева Кастилии, гулящая жена Энрике Бессильного Жуана Португальская, в 1468 году пожелавшая скрыть свою беременность.
Силуэт имеет ясные, четкие линии и своеобразную композиционную схему: два треугольника, малый (лиф) и большой (юбка), расположенные друг напротив друга, с вершинами, пересекающимися на талии. При этом линии, образующие вершину малого треугольника, заканчивают низ лифа. (Отношения ширины юбки к росту 1:1,5, длины лифа к длине юбки 1:2. Голова укладывается в фигуре 7 раз).
- вердугос, вертигадо (исп. verdugos) — каркас для женских юбок в форме воронки, из плотной ткани (вертюгаден, райфрок), в который вшивали металлические обручи. В конце XVI века ширина вердугос внизу значительно увеличивалась[26].
- баскинья (исп. basquigna) — верхняя пышная юбка, надеваемая поверх наряда для выхода на улицу[29].
- вестидо, сайо (исп. vestido) — верхнее платье, надевающееся поверх предыдущих юбок. Оно состояло из лифа вакэро со съёмными откидными рукавами и юбки покроя клёш. Имело спереди треугольный разрез или застежку на петли и банты[30].
  - вакеро (исп. vaquero) — часть вестидо, закрытый лиф женского платья на жестком каркасе, со съемными или откидными фальшивыми рукавами особой формы. Съемные рукава соединялись с проймами шнуровкой, которая скрывалась под валиком или фестонами. Целиком платье представляло собой два треугольника, большой и малый, вершины которых пересекались в районе талии. Каркас лифа чаще всего был из металлических прорезных пластин на шарнирах, которые сгибались определённым образом и обтягивались тонкой замшей или бархатом. Лиф спереди заканчивался длинным острым мысом. Крой его был сложным: конструкция с отрезным бочком и выточками. С помощью накладки из конского волоса в лифе создавали плоский конус торса, пряча естественную выпуклость груди[30].
    - a la jubon (исп.  a la giubbone) — узкий лиф с очень широкими рукавами-крыльями, покрывающими узкие съемные рукава. В 1570—1580 годах появляются изменения — жесткая форма изживает себя: верхние рукава-крылья хубона из жестких и неподвижных превращаются в мягкие «крылья», приобретая подвижность и нарушая жесткую геометричную форму.

  - юбка-клеш — вторая часть вестидо
- бюска — узкая деревянная или металлическая пластинка, которую прикрепляли к корсету. С её помощью уплощался живот и зрительно зауживалась талия.
- грангола — воротник. В 1590-х годах превратились в «воротники-блюда», «маленькие жернова».
- сорочка, так же как и мужская, почти не виднелась из-под платья.
- декольте (обычно квадратное) закрывалось вышитой вставкой.
- ропа (исп. ropa) — верхняя парадная распашная испанская женская одежда с короткими рукавами. Обычно надевалась поверх вестидо. Во второй половине XVI века вестидо и ропу делали из одной ткани и с одинаковой отделкой[31].
- пелотос (исп. pelotos) — верхняя распашная женская одежда, напоминающая сюрко с большими овальными боковыми вырезами проймами. Была распространена в XIV-XVI веках. Считается, что была заимствована испанцами из мавританского костюма[32].

Горожанки, в отличие от аристократок, не использовали вердугос, нося мягкие пластичные вещи. Они надевали рубашку, узкий (но не всегда облегающий фигуру) лиф со съемными рукавами, юбку (заложенную кругом крупными складками, либо сборенная по талии).
Испанки других областей одевались несколько иначе, чем жительницы Мадрида. Костюм богатых жительниц Севильи имел более объёмные формы и к 30-м годам XVI века был ближе к итальянскому костюму, чем к испанскому, но сохранял такие особенности испанского костюма, как например баска.
Весьма заметной особенностью костюма севильских дам был фалдиллас (исп. faldillas) — длинная баска, покрывающая бёдра, заложенная глубокими расходящимися к низу складками. Фалдиллас был короткой верхней одеждой с узким лифом и широкой юбочкой с глубокими складками. Талия подчёркивалась поясом. Вырез лифа платья был в форме прямоугольника. Это была дань моде 20-х годов и вместе с этим возможность показать белую нижнюю рубашку из тонкого полотна. Рукава были пышными, с продольными разрезами, обшитыми по краям однотонной цветной тканью. Разрезы скреплялись пуговицами таким образом, что через них тоже была видна нижняя рубашка. Той же тканью обшивали ворот и низ фалдиллас. Ворот рубашки заканчивали небольшой бейкой, а разрез спереди скрепляли круглой пряжкой, в середине которой был или ограненный конусом камень, или просто металлический конус остриём вверх. В костюме жительниц Севильи было два чаще всего встречающихся варианта рукавов - широкие сосборенные внизу с узким манжетом, и широкие, без манжета. 
Модный головной убор трансадо был практически всегда украшен вышивкой.

#### Текстиль
Колористическая гамма тканей, по сравнению с красочной под влиянием арабов готики, блёкнет — основными цветами становятся цвета монашеских орденов: черный и коричневый, серый и белый, также красный, фиолетовый, зеленый. Любят гладкие ткани и монохромное решение костюма.
Наиболее распространенными в испанском костюме были узорчатые (тканые, вышитые, набивные) ткани. Характерный рисунок — это большие медальоны-клейма с изображением стилизованных животных, а также символов христианской религии и геральдические мотивы. "В узоре использовалось много золота и серебра на насыщенном цвете фона. Узорчатые ткани украшались и разнообразными нашивками, парчовыми лентами, золотыми шнурами, кружевами, которые нашивались по вертикали.

#### Обувь
Мужская обувь
- даже в период наибольшего распространения широконосой обуви в Европе испанские аристократы предпочитали носить более узкие и мягкие туфли из цветной кожи или бархата, без каблуков. Обувь с широкими носками («медвежья лапа») постепенно выходит из моды.
- с середины XVI века — носок туфель становится острым. На атласных или бархатных туфлях, закрывавших всю ступню, часто были прорези, из-под которых виднелась цветная подкладка. Сапоги в этот период были только военной обувью. Их делали на мягкой подошве и с узкими мягкими голенищами[35]. На охоту мужчины надевали мягкие сапоги выше колен, особенно модными считались белые сапоги с фестонами под коленом.

Женская обувь
- туфли из мягкой кожи, бархата или атласа, украшенные вышивкой.
- конце XVI века появляется каблук.
- считалось недопустимым, чтобы из-под юбки были видны носки туфель, но это не относилось к обуви на толстой деревянной подошве — «чапинес». Чем знатнее была дама, тем толще подошвы, при этом нога могла быть видна почти до щиколотки. Дерево украшали орнаментом из блестящих шляпок медных гвоздей.

#### Головные уборы
К середине XV столетия испанский костюм окончательно преобретает свои черты и особенности. Появляется ряд женских головных уборов, характерных для данной страны.
- трансадо (исп. transado) — головной убор испанских женщин, популярный в XV веке и первой трети XVI века. На косу, заплетённую сзади, надевали повязку из тонкой ткани, которая внизу расходилась в две ленты и оплетала косу крест- накрест. Чтобы головной убор не спадал, его укрепляли металлическим обручем тонкой ювелирной работы[27].
- кофья-де-папос (исп. cofia-de-papos) — национальный испанский женский головной убор из белого полотна, заложенного мелкими складками. Был в моде в XIV—XVI веках[19].
- веспайо (исп. vespaio) — модный головной убор испанских аристократок, состоявший из спущенного на лоб тонкого полупрозрачного покрывала и металлического обруча с ювелирными украшениями. Обруч плотно удерживал покрывало на голове. Был в моде в конце XV и первой четверти XVI века[26].

#### Волосы
Мужчины носили короткую стрижку, бороду и усы. Переход к коротким стрижкам был обусловлен вхождением в моду воротника стойки и плоёных воротников.
Женщины также причёсывались скромно. Чаще всего волосы испанок были гладко причёсаны, уложены на прямой пробор и заплетены в косу. Макушка головы повязывалась тканью, в которую затем крест-накрест оборачивалась коса. Ткань была чёрного цвета и оплетала косу до самого конца. Такая прическа называлась трансадо и была популярна до 20-х годов XVI века . Также продолжали носить бандо.

#### Украшения
Испания, хозяйка Нового света со всеми его сокровищами, активно использует в своем костюме множество броских и крупных украшений. Костюм подчас становится для него фоном. Это ожерелья, цепочки, пояса, веера, головные украшения, пряжки, аграфы, перстни, пуговицы, вышивка швов жемчугом и проч.

### «Золотой век» (XVII век)
В моде продолжалась традиция прежнего века — костюма-брони. Только со второй половины XVII века в Испанию проникает влияние французской моды, например, декольте.

#### Мужской костюм

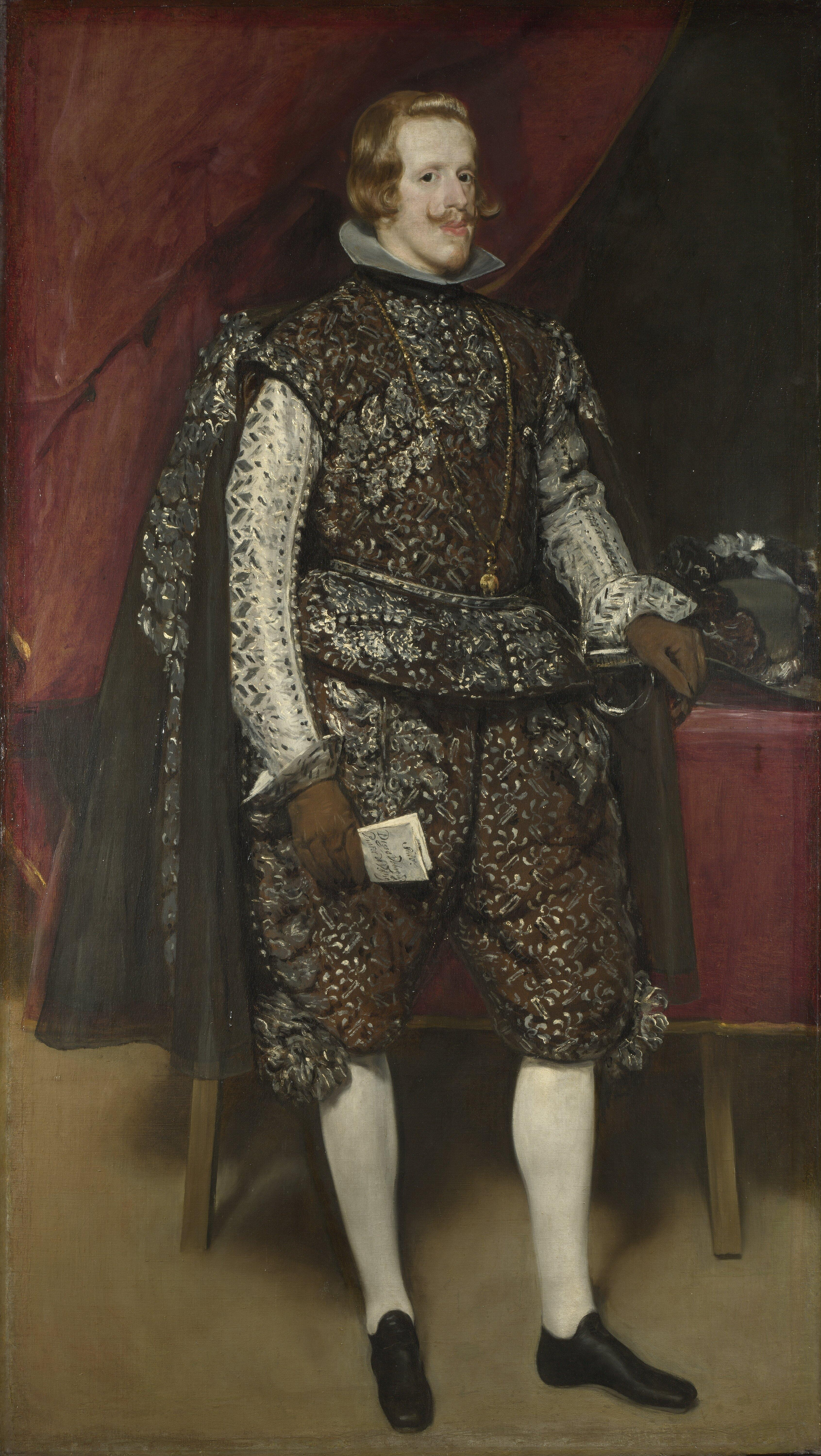
Диего Веласкес. «Портрет Филиппа IV»

- Поколенные пышные штаны, завязанные под коленями бантом (исчезают «бочонки»)
- хубон, зачастую с висячими откидными рукавами и наплечными валиками. С середины века удлиняется.
- крахмальный воротник
- чулки
- плащ. С середины века удлиняется

«К середине века форма мужского костюма немного упростилась, а некоторые модники начали носить французский „мушкетёрский“ костюм». Роскошный воротник грангола исчезает, сменившись небольшим отложным воротником (в частности, под влиянием законов о роскоши).

#### Женский костюм
Логическим завершением преобразования женского испанского костюма было появления каркаса. Образ жизни испанских женщин становится всё менее замкнутым, что требовало от испанок все более скромного поведения, что в свою очередь влияло на их костюм. Постепенно пластичные формы костюма XV века сменяются на более жесткие. Большие плащи теперь покрывают фигуру испанок не только при выходе на улицу, но и становятся обязательной частью торжественного костюма. Полнее всего идея превращения женского костюма в жесткий футляр проявляется в 1468 году. По преданию его изобрела королева Кастилии Хуана Португальская, которая пыталась скрыть свою беременность.
«Простые женщины носили юбку яркого цвета, кофту-рубашку, рукава которой засучивали до локтя, и цветной корсаж на шнуровке. Прическа была простой: волосы носили длинные, расчесывали их на пробор, а косу укладывали на затылке „корзиночкой“. Женщины из парода тоже носили мантилью, которая, как и веер, являлась обязательным дополнением костюма».

#### Волосы
Волосы стригли коротко; «французские» парики не носили, за исключением считанных щеголей. С середины века волосы чуть удлиняются, но не ниже середины щеки.

#### Обувь
Носили туфли, часто из бархата, пряжки золотые или серебряные. «Особенной славой пользовались испанские сапоги из белой кожи, узкие и очень высокие, заходившие за колено».

### XVIII век
В 1700 скончался последний король из династии Габсбургов и на престол был возведен внук Людовика XIV. В связи с этим произошло «офранцуживание» испанского костюма с полной переориентацией на актуальную тогда французскую моду, диктуемую Версалем, вернее, как говорят исследователи: «испанская мода слилась с общеевропейской».

### Конец XVIII — начало XIX века
Выставляемая напоказ аморальность жизни простонародных щеголей махо, их песни и танцы (с тамбуринами, кастаньетами и гитарами) были чрезвычайно притягательными для высшего общества. Часто аристократы избирали из их среды себе любовниц и любовников. К 1770-м гг. «махаизм» превратился в повальное увлечение в высших кругах. Кроме того, в этот период истории Испании, характерный засильем aфрансесадо (afrancesado, «офранцуженных» — галломанов и сторонников Бонапарта), махо своим костюмом и поведением подчеркивали, помимо всего прочего, и национальную самоидентичность. Название этого идеологического феномена сопротивления Просвещению (которое, несмотря на все свои достоинства, пришло все-таки из Франции) — «махизм», «махаизм» (majismo).
Его можно проследить в сохранившихся портретах аристократии: благородные сеньоры с удовольствием использовали элементы национального костюма в своем гардеробе, и эта тенденция в эпоху, когда в остальной Европе царил ампир, имела достаточно массовый характер. Мода достигла даже королевского двора — например, сохранился ряд портретов королев, позирующих в мантильях.